# Liste der Kulturdenkmale in Aventoft
In der Liste der Kulturdenkmale in Aventoft sind alle Kulturdenkmale der schleswig-holsteinischen Gemeinde Aventoft (Kreis Nordfriesland) und ihrer Ortsteile aufgelistet (Stand: 14. April 2025).

## Legende
In den Spalten befinden sich folgende Informationen:
- Objekt-ID: die Nummer des Kulturdenkmales
- Lage: die Adresse des Kulturdenkmales und die geographischen Koordinaten. Kartenansicht, um Koordinaten zu setzen. In der Kartenansicht sind Kulturdenkmale ohne Koordinaten mit einem roten Marker dargestellt und können in der Karte gesetzt werden. Kulturdenkmale ohne Bild sind mit einem blauen Marker gekennzeichnet, Kulturdenkmale mit Bild mit einem grünen Marker.
- Offizielle Bezeichnung: Bezeichnung des Kulturdenkmales
- Beschreibung: die Beschreibung des Kulturdenkmales
- Bild: ein Bild des Kulturdenkmales

## Sachgesamtheiten
| Objekt-ID      | Lage                                    | Offizielle Bezeichnung | Beschreibung | Bild                             |
| -------------- | --------------------------------------- | ---------------------- | --- | -------------------------------- |
| 40603 Wikidata | Dorfstraße (54° 54′ 1″ N, 8° 48′ 56″ O) | Kirche Aventoft        | Aktualisierung vorgesehen - Begründung: geschichtlich, künstlerisch, städtebaulich, Kulturlandschaft prägend - Schutzumfang: Kirche mit Ausstattung, Kirchhof, Grabmale bis 1870, Kirchhofstor | weitere Fotos \| Fotos hochladen |

## Bauliche Anlagen
| Objekt-ID      | Lage                                                  | Offizielle Bezeichnung         | Beschreibung | Bild                             |
| -------------- | ----------------------------------------------------- | ------------------------------ | --- | -------------------------------- |
| 4310 Wikidata  | Aventofter Landstraße (54° 53′ 29″ N, 8° 46′ 6″ O)    | Schöpfwerk Verlath             | Alteintragung (Aktualisierung vorgesehen) - Begründung: geschichtlich, künstlerisch, technisch - Schutzumfang: gesamtes Objekt - Denkmaltyp: Bauliche Anlage | BW                               |
| 615 Wikidata   | Aventofter Landstraße 7 (54° 53′ 12″ N, 8° 46′ 50″ O) | Uthländisches Haus Broderskoog | Alteintragung (Aktualisierung vorgesehen) - Begründung: Alteintragung (Aktualisierung vorgesehen) - Schutzumfang: Alteintragung (Aktualisierung vorgesehen) - Denkmaltyp: Bauliche Anlage | BW                               |
| 262 Wikidata   | Brandkuhle 10 (54° 54′ 10″ N, 8° 49′ 21″ O)           | Uthländisches Haus             | Uthländisches Haus; 19. Jh.; eingeschossiger, winkelförmiger Backsteinbau unter reetgedecktem Schopfwalmdach, östliche Giebelwand mit betontem Portal, Südseite mit rekonstruiertem Backengiebel, westlicher Wirtschaftsflügel mit Lootor - Begründung: geschichtlich, Kulturlandschaft prägend - Schutzumfang: gesamtes Objekt - Denkmaltyp: Bauliche Anlage | BW                               |
| 4316 Wikidata  | Dorfstraße 4 (54° 54′ 15″ N, 8° 49′ 43″ O)            | Uthländisches Haus             | Uthländisches Haus; wohl 1804; eingeschossiger, traufständiger Backsteinbau unter reetgedecktem Schopfwalmdach, Zwerchhaus mit Heuluke über dem Eingang; zwei Hausbäume - Begründung: geschichtlich, städtebaulich, Kulturlandschaft prägend - Schutzumfang: Uthländisches Haus, Hausbäume - Denkmaltyp: Bauliche Anlage                                      | BW                               |
| 4314 Wikidata  | Dorfstraße 18 (54° 54′ 6″ N, 8° 49′ 24″ O)            | Uthländisches Haus             | Uthländisches Haus; ca. Mitte 19. Jh.; eingeschossiger, winkelförmig angelegter Backsteinbau unter reetgedecktem Schopfwalmdach, Zwerchhaus über dem Eingang, nordöstlicher Wirtschaftsflügel - Begründung: geschichtlich, städtebaulich, Kulturlandschaft prägend - Schutzumfang: gesamtes Objekt - Denkmaltyp: Bauliche Anlage                              | BW                               |
| 32382 Wikidata | Dorfstraße 28 (54° 54′ 3″ N, 8° 49′ 15″ O)            | Uthländisches Haus             | Uthländisches Haus; 1852; eingeschossiger, traufständiger Backsteinbau unter reetgedecktem Schopfwalmdach, Zwerchhaus mit Ladeluke über dem Hauseingang, Zahlenanker - Begründung: geschichtlich, städtebaulich, Kulturlandschaft prägend - Schutzumfang: gesamtes Objekt - Denkmaltyp: Bauliche Anlage                                                       | BW                               |
| 4308 Wikidata  | Dorfstraße 38 (54° 54′ 2″ N, 8° 49′ 1″ O)             | Pastorat                       | Pastorat; 1735/1845; eingeschossiger, winkelförmiger Backsteinbau unter reetgedecktem Schopfwalmdach, Zwerchhaus mit Backsteinzierfriesen über dem Eingang - Begründung: geschichtlich, städtebaulich, Kulturlandschaft prägend - Schutzumfang: gesamtes Objekt - Denkmaltyp: Bauliche Anlage                                                                 | BW                               |
| 1840 Wikidata  | Dorfstraße (54° 54′ 1″ N, 8° 48′ 56″ O)               | Kirche mit Ausstattung         | Alteintragung (Aktualisierung vorgesehen) - Begründung: geschichtlich, künstlerisch, städtebaulich - Schutzumfang: gesamtes Objekt - Denkmaltyp: Bauliche Anlage, Sachgesamtheit: Kirche Aventoft | weitere Fotos \| Fotos hochladen |
| 1771 Wikidata  | Fischerhäuser 9 (54° 53′ 13″ N, 8° 45′ 42″ O)         | Uthländisches Haus Ochsholm    | Alteintragung (Aktualisierung vorgesehen) - Begründung: Alteintragung (Aktualisierung vorgesehen) - Schutzumfang: Alteintragung (Aktualisierung vorgesehen) - Denkmaltyp: Bauliche Anlage | BW                               |
| 4307 Wikidata  | Fischerhäuser 11 (54° 53′ 10″ N, 8° 45′ 41″ O)        | Bauernhaus: Hof Döttgebüll     | Alteintragung (Aktualisierung vorgesehen) - Begründung: Alteintragung (Aktualisierung vorgesehen) - Schutzumfang: Alteintragung (Aktualisierung vorgesehen) - Denkmaltyp: Bauliche Anlage | BW                               |
| 28029 Wikidata | Fischerweg 6 (54° 54′ 0″ N, 8° 49′ 17″ O)             | ehem. Küsterhaus               | Alteintragung (Aktualisierung vorgesehen) - Begründung: Alteintragung (Aktualisierung vorgesehen) - Schutzumfang: Alteintragung (Aktualisierung vorgesehen) - Denkmaltyp: Bauliche Anlage | Fotos hochladen                  |
| 28030 Wikidata | Fischerweg 6 (54° 53′ 59″ N, 8° 49′ 16″ O)            | Nebengebäude                   | Alteintragung (Aktualisierung vorgesehen) - Begründung: Alteintragung (Aktualisierung vorgesehen) - Schutzumfang: Alteintragung (Aktualisierung vorgesehen) - Denkmaltyp: Bauliche Anlage | BW                               |

## Gründenkmale
| Objekt-ID      | Lage                                    | Offizielle Bezeichnung | Beschreibung | Bild |
| -------------- | --------------------------------------- | ---------------------- | --- | ---- |
| 19304 Wikidata | Dorfstraße (54° 54′ 2″ N, 8° 48′ 56″ O) | Kirchhof               | Alteintragung (Aktualisierung vorgesehen) - Begründung: geschichtlich, Kulturlandschaft prägend - Schutzumfang: Kirchhof, Grabmale bis 1870, Kirchhofstor - Denkmaltyp: Gründenkmal, Sachgesamtheit: Kirche Aventoft | BW   |

## Bewegliche Kulturdenkmale
| Objekt-ID | Lage                                          | Offizielle Bezeichnung              | Beschreibung | Bild |
| --------- | --------------------------------------------- | ----------------------------------- | --- | ---- |
| 31426     | Westerunterland (54° 53′ 48″ N, 8° 49′ 39″ O) | Segelflugzeug Minimoa Gö-3 (D-8064) | Auf dem nördlichsten Segelflugplatz Deutschlands in der nordfriesischen Gemeinde Aventoft befindet sich eine Minimoa. Es ist das älteste noch fliegende Segelflugzeug Deutschlands. Alteintragung (Aktualisierung vorgesehen) - Begründung: geschichtlich, technisch - Schutzumfang: Segelflugzeug Minimoa Gö-3 (D-8064) | BW   |

## Quelle
- Liste der Kulturdenkmale in Schleswig-Holstein – Kreis Nordfriesland (PDF)

- Karte mit allen Koordinaten:
- OSM |
- WikiMap